# César Troncoso
César Troncoso (Montevideo, 5 aprile 1963) è un attore uruguaiano.
Artista pluripremiato con alle spalle una lunga carriera sia nel suo paese natale che in Argentina e Brasile, è ampiamente considerato uno dei migliori attori latinoamericani degli ultimi decenni.

## Biografia
Troncoso nasce ad Aguada, uno dei barrio di Montevideo, in una famiglia di immigrati spagnoli, madre e padre entrambi galiziani, con i quali vive fino ai 19 anni. Dopo che i genitori gli chiedono di seguirli dopo la loro decisione di tornare a vivere in Spagna lui sceglie invece di rimanere in Uruguay, si sposa e si iscrive alla facoltà di medicina. Il matrimonio però finisce presto con un divorzio; appassionato spettatore di spettacoli teatrali, decide allora di iniziare un percorso di studio per diventare attore lui stesso. A fine anni ottanta, mentre lavorava come assistente amministrativo in uno studio contabile, frequenta i corsi di recitazione di Alberto Restuccia al Teatro Uno di Montevideo. In questo periodo forma un duo comico con l'amico e attore Roberto Suárez, duo con cui inizia a farsi conoscere dal pubblico.
Nel 2003 è nel cast del film El viaje hacia el mar, regia di Guillermo Casanova, e quattro anni più tardi, nel 2007 in Matar a todos, basato su un libro di Pablo Vierci. Nello stesso anno gli offrono il ruolo di protagonista ne El baño del Papa di Enrique Fernández e  César Charlone, una commedia basata su un libro del brasiliano Aldyr García Schlee, opera presentata anche all'edizione 2007 del Festival di Cannes che riscuote un successo internazionale e di critica e che gli fanno riscuotere numerosi premi. Da quel momento in poi, intraprende una carriera cinematografica senza precedenti per un attore del suo paese.
Seguirono, tra gli altri, Mal día para pescar, Infanzia clandestina (accanto a Natalia Oreiro), Paisito, XXY, El cuarto de Leo - La stanza di Leo, Norberto apenas tarde, Anina, Zanahoria, Otra historia del mundo, Una notte di 12 anni, Mi mundial, Ojos de madera.
Nel 2010 si trasferisce in Brasile, dove ha iniziato a recitare in telenovela e film come Hoy,  Circular, A oeste do fim do mundo, Faroeste Caboclo e nella serie televisiva Flor do Caribe, con la quale ha raggiunto una grande popolarità in quel paese. Nel frattempo ha continuato a esibirsi in teatro, con rappresentazioni eccezionali, sia nel suo paese che in Argentina e Brasile.
Ha anche lavorato per numerose serie prodotte da piattaforme streaming, tra i quali El hipnotizador (HBO), Iosi, el espía arrepentido (Prime Video), o L'Eternauta (Netflix).
Nel corso della sua carriera ha vinto numerosi premi, tra i quali tre Premio Florencio, per le sue esibizioni in teatro, due premios Platino, due premios Iris, oltre a diversi premi ai festival di Cannes, San Sebastian, Gramado, Miami e Toronto. Nel 2020 il Festival del Cinema di Gramado lo indicò come figura di riferimento nella cultura latinoamericana, premiandolo con il Kikito de Cristal a riconoscimento della sua carriera.

## Bibliografía
- (ES) Diego Faraone, Oficio de alto riesgo: Un recorrido por la vida y la obra de César Troncoso, Montevideo, Estuario, 2020, ISBN 9789915653112.